# دروود (مینه‌سوتا)
دروود، مینه‌سوتا (به انگلیسی: Deerwood, Minnesota) یک شهر در ایالات متحده آمریکا است که در مینه‌سوتا واقع شده‌است.

## خصوصیات
دروود ۵٫۳۱ کیلومترمربع مساحت و ۵۳۲ نفر جمعیت دارد و ۳۸۹ متر بالاتر از سطح دریا واقع شده‌است.